# Bördeaue
Bördeaue är en kommun i Salzlandkreis i förbundslandet Sachsen-Anhalt i Tyskland.
Kommunen bildades den 1 januari 2010 genom en sammanslagning av de tidigare kommunerna Unseburg och Tarthun.
Kommunen ingår i förvaltningsgemenskapen Egelner Mulde tillsammans med kommunerna Börde-Hakel, Borne, Egeln och Wolmirsleben.